# ایستگاه بهره‌برداری نرگسی
ایستگاه بهره‌برداری نرگسی، روستایی (منطقهٔ مسکونی) است از توابع بخش سعدآباد در شهرستان دشتستان استان بوشهر ایران.

## جمعیت
این روستا در دهستان وحدتیه قرار داشته و براساس سرشماری سال ۱۳۸۵ جمعیت آن ۱۳نفر (۵خانوار) می‌باشد.